# Idelisa Bonnelly
Idelisa Bonnelly de Calventi (Santiago de los Caballeros, República Dominicana,10 de septiembre de 1931-3 de julio de 2022) fue una bióloga marina dominicana considerada la "madre de la conservación marina en el Caribe". Fundadora del estudio de la biología en la República Dominicana, así como del Instituto de Biología Marina y de la Fundación Dominicana para la Investigación Marina. Fue fundamental en la creación del primer Santuario de Ballenas Jorobadas del Atlántico Norte y recibió numerosos premios, incluyendo la Medalla Marie Curie de la Unesco y la Orden al Mérito de Duarte, Sánchez y Mella. La BBC se ha referido a Bonnelly como una de las científicas más importantes de América Latina.

## Biografía
Nació el 10 de septiembre de 1931 en Santiago de los Caballeros, República Dominicana. Como quería estudiar biología marina y no había escuelas que enseñaran biología en la República Dominicana, siguió sus estudios universitarios en Nueva York. En 1953, se matriculó en la Universidad de Columbia y se graduó con una licenciatura en biología marina en 1956. Obtuvo una maestría en la Universidad de Nueva York en 1961 Después de completar sus estudios, Bonnelly comenzó su primer trabajo en el Acuario de Nueva York como asistente de investigación de Ross Nigrelli. En 1962 regresó a la República Dominicana y comenzó a dar clases en la Universidad Autónoma de Santo Domingo (UASD), fundando la primera institución para el estudio de la biología en el país. En 1966, fundó el Instituto de Biología Marina, que luego se convirtió en el Centro de Investigación de Biología Marina (CIBIMA), en el que enseñó de 1967 a 1986 y luego hasta 1992 se desempeñó como coordinadora de estudios de posgrado.
En 1974 fundó la Academia de Ciencias de la República Dominicana y comenzó a publicar obras que se volvieron muy influyentes para quienes administran y se preocupan por la conservación de los recursos marinos. En 1986, jugó un papel decisivo en la creación de la primera área protegida para la ballena jorobada, originalmente llamada Santuario de Ballenas Jorobadas del Banco de Plata (Hoy conocido como Santuario de los Bancos de la Plata y la Navidad). Por su contribución, recibió la Medalla al Mérito de la Mujer Dominicana en la Ciencia del Gobierno de la República Dominicana (1986), el Premio Nacional de Ciencias de la Academia de Ciencias de la República Dominicana (1987), y fue incluido en el Cuadro de Honor Global 500 por el Programa de las Naciones Unidas para el Medio Ambiente (PNUMA) en 1987.
Se convirtió en Profesora Meritoria de la (UASD) en 1990 y en 1991 creó la Fundación Dominicana de Estudios Marinos (FUNDEMAR), una institución que coordina el plan de manejo marino, estudia la vida marina y el arrecife de coral, y administra el Santuario de Mamíferos Marinos. Ese mismo año, Bonnelly se unió a la Organización para las Mujeres en Ciencia para el Mundo en Desarrollo (TWOWS) y participó en la Primera Asamblea General. Continuó publicando y sus obras han sido utilizadas para incidir en el Derecho Ambiental marino y costero. Fue laureada Académica de la Academia de Ciencias en 2007, recibió un Premio Nacional de Ecología de la Fundación Corripio en 2008 y recibió la Medalla Marie Curie de la UNESCO en 2009.
En 2010, la Sociedad para la Conservación de la Biología de Victoria, Columbia Británica, Canadá, la honró con el Premio al Servicio Distinguido en Biología y en 2011, el Gobierno de República Dominicana le otorgó la Orden al Mérito de Duarte, Sánchez y Mella. En 2013, fue reconocida por la BBC como una de las diez mujeres científicas más importantes de América Latina.

## Premios y reconocimientos
- 1986 Medalla del Mérito en ciencia, Gobierno de República Dominicana[4]
- 1987 Premio Nacional de Ciencias, Academia de Ciencias de República Dominicana[4]
- 1987 Premio Global 500, Programa de las Naciones Unidas para el Medio Ambiente[4]
- 1990 Profesorado Meritorio Universidad Autónoma de Santo Domingo[4]
- 2007 Premio Académico, Academia de Ciencias de República Dominicana[5]
- 2008 Premio Nacional de Ecología, Fundación Corripio[5]
- 2009 Medalla Marie Curie[8] UNESCO[5]
- 2010 Distinguished Service Award in Biology (SCB), Sociedad de Conservación Biológica, Victoria, Canadá[2]
- 2011 Orden al Mérito de Duarte, Sánchez y Mella, Gobierno de República Dominicana[2]

## Obras seleccionadas
- Bonnelly de Calventi, Idelisa (1974). Informe Sobre la Pesca en la Republica Dominicana. Centro de Investigaciones de Biología Marina, Universidad Autónoma de Santo Domingo. Santo Domingo, República Dominicana.
- Bonnelly de Calventi, Idelisa (1974). Estudios de biología pesquera dominicana. Editorial de la Universidad Autónoma de Santo Domingo. Santo Domingo, República Dominicana.
- Bonnelly de Calventi, Idelisa (1974). La investigación pesquera y sus proyecciones. Universidad Autónoma de Santo Domingo. Santo Domingo, República Dominicana.
- Bonnelly de Calventi, Idelisa (1978). Conservación y ecodesarrollo. Centro de Investigaciones de Biología Marina, Universidad Autónoma de Santo Domingo. Santo Domingo, República Dominicana.
- Bonnelly de Calventi, Idelisa; Vásquez Tineo, Manuel; Terrero, David (1985). Informe, aspectos químicos y usos nativos de plantas en la medicina folklórica dominicana: estudio bibliográfico. Centro de Investigaciones de Biología Marina, Universidad Autónoma de Santo Domingo. Santo Domingo, República Dominicana.
- Bonnelly de Calventi, Idelisa (1994). Mamíferos marinos en la República Dominicana. Santo Domingo, República Dominicana.